# Randeep Hooda
Randeep Hooda (pronunciado /rɳd̪iːp huːɖaː/; nacido el 20 de agosto de 1976) es un actor y jinete ecuestre indio. Conocido por su trabajo en la industria cinematográfica hindi, ha recibido elogios como dos premios Stardust y una nominación para los premios Filmfare y los International Indian Film Academy Awards (IIFA Awards) respectivamente.
Nacido en Rohtak, Haryana, Hooda estudió en la Escuela de Deportes Motilal Nehru, donde comenzó a actuar en producciones escolares. Más tarde obtuvo un título de posgrado en gestión de recursos humanos en Melbourne, Australia, y a su regreso a la India comenzó a modelar y actuar en producciones teatrales. Hizo su debut en el cine hindi con La boda del Monzón de Mira Nair (2001). Sin embargo, recibió poco reconocimiento y continuó apareciendo en una serie de proyectos que fracasaron crítica y comercialmente, incluidos D (2005) y Karma Aur Holi (2009)
Un punto de inflexión en su carrera llegó cuando Hooda protagonizó el éxito comercial Once Upon a Time in Mumbaai (2010), y posteriormente se destacó por su actuación en Saheb, Biwi Aur Gangster (2011), que le valió una nominación a mejor actor en un papel secundario en los IIFA Awards. Sus papeles protagónicos en los thrillers Jannat 2 (2012) y Jism 2 (2012) lo mantuvieron exitoso en la taquilla mientras continuaba cosechando elogios por sus actuaciones en películas como la película dramática Highway (2014) y las películas biográficas Rang Rasiya (2014) y Sarbjit (2016).
Además de su carrera en el cine, Hooda ha actuado en numerosas representaciones teatrales y debutó como dramaturgo con una adaptación de A Walk in the Woods de Lee Blessing. También es un jinete profesional que participa regularmente en eventos de polo, saltos y doma clásica. Ganó una medalla de plata en un evento de doma abierta en Nueva Delhi que fue organizado por la Federación Ecuestre de la India.

## Filmografía
| Año  | Título                      | Papel                             | Notas              |
| ---- | --------------------------- | --------------------------------- | ------------------ |
| 2001 | La boda del Monzón          | Rahul Chadha                      |                    |
| 2005 | D                           | Deshu                             |                    |
| 2006 | Darna Zaroori Hai           | Ajay Doshi                        |                    |
| 2007 | Risk                        | Suryakant Satam                   |                    |
| 2008 | Ru Ba Ru                    | Nikhil                            |                    |
| 2009 | Mere Khwabon Mein Jo Aaye   | Jai                               |                    |
| 2009 | Karma Aur Holi              | Dev                               |                    |
| 2009 | Love Khichdi                | Vir Pratap Singh                  |                    |
| 2010 | Once Upon a Time in Mumbaai | ACP Agnel Wilson                  |                    |
| 2011 | Saheb, Biwi Aur Gangster    | Lalit / Babloo                    |                    |
| 2012 | Jannat 2                    | ACP Pratap Raghuvanshi            |                    |
| 2012 | Cocktail                    | Kunal Ahuja                       | Aparición especial |
| 2012 | Jism 2                      | Kabir Wilson                      |                    |
| 2012 | Heroine                     | Angad Paul                        |                    |
| 2013 | Murder 3                    | Vikram                            |                    |
| 2013 | Bombay Talkies              | Dev                               |                    |
| 2013 | John Day                    | ACP Gautam                        |                    |
| 2014 | Highway                     | Mahabir Bhati                     |                    |
| 2014 | Kick                        | Oficial de Policía Himanshu Tyagi |                    |
| 2014 | Rang Rasiya                 | Raja Ravi Varma                   |                    |
| 2014 | Ungli                       | Abhay                             |                    |
| 2015 | Beeba Boys                  | Jeet Johar                        |                    |
| 2015 | Main Aur Charles            | Charles Sobhraj                   |                    |
| 2016 | Laal Rang                   | Shankar Malik                     |                    |
| 2016 | Sarbjit                     | Sarabjit Singh                    |                    |
| 2016 | Do Lafzon Ki Kahani         | Suraj                             |                    |
| 2016 | Sultan                      | Fateh Singh                       |                    |
| 2018 | Baaghi 2                    | Loha Singh Dhull                  |                    |
| 2020 | Love Aaj Kal                | Raj/Raghu adulto                  |                    |
| 2020 | Extraction                  | Saju                              |                    |
| 2020 | Radhe                       | TBA                               | Rodaje             |

| Título | Denota películas que aún no han sido estrendas |

## Premios y nominaciones
| Año  | Premio                                                      | Categoría                                           | Película                    | Resultado | Ref.  |
| ---- | ----------------------------------------------------------- | --------------------------------------------------- | --------------------------- | --------- | ----- |
| 2010 | Lions Gold Awards                                           | Actor Favorito en un Papel Secundario               | Once Upon a Time in Mumbaai | Ganador   | [ 4 ] |
| 2012 | Apsara Film & Television Producers Guild Awards             | Mejor Actor en un Papel Secundario                  | Saheb, Biwi Aur Gangster    | Nominado  | [ 5 ] |
| 2012 | International Indian Film Academy Awards                    | Mejor Actor en un Papel Secundario                  | Saheb, Biwi Aur Gangster    | Nominado  | [ 6 ] |
| 2013 | Stardust Awards                                             | Best Actor                                          | Jannat 2                    | Nominado  | [ 7 ] |
| 2014 | Stardust Awards                                             | Mejor Actor                                         | Highway                     | Ganador   | [ 8 ] |
| 2015 | Producers Guild Film Award for Best Actor in a Leading Role | Mejor Actor                                         | Highway                     | Nominado  |       |
| 2015 | Premios Filmfare                                            | Mejor Actor                                         | Rang Rasiya                 | Nominado  | [ 9 ] |
| 2015 | Stardust Awards                                             | Premio Stardust al Mejor Actor en un Papel Negativo | Main Aur Charles            | Ganador   |       |